# Andouille (rivière)
Pour les articles homonymes, voir Andouille.
L'Andouille est une  rivière du sud de la France c'est un affluent du Drot (ou Dropt) donc un sous-affluent de la Garonne.

## Géographie
De 12,1 km de longueur, l'Andouille est une rivière qui prend sa source sur la commune de Saint-Vivien-de-Monségur en Gironde et se jette dans le Drot en rive gauche sur la commune de Coutures.

## Départements et communes traversés
- Gironde : Coutures, Saint-Sulpice-de-Guilleragues, Sainte-Gemme, Saint-Vivien-de-Monségur, Roquebrune.

## Affluents
Le Service d'administration nationale des données et référentiels sur l'eau (SANDRE) et le Système d'Information sur l'Eau du Bassin Adour Garonne (SIEAG) ont répertorié 10 affluents et sous-affluents de l'Andouille. 
| - Les affluents de l'Andouille. |

Dans le tableau ci-dessous se trouvent : le nom de l'affluent ou sous-affluent, la longueur du cours d'eau, son code SANDRE, des liens vers les fiches SANDRE, SIEAG et vers une carte dynamique d'OpenStreetMap qui trace le cours d'eau.
| L'Andouille | 12,1 km | O9360500 | « Fiche SANDRE » | Fiche SIEAG | OpenStreetMap |

| Inconnu             | 1,4 km | O9361200 | « Fiche SANDRE » | Fiche SIEAG | OpenStreetMap |
| Inconnu             | 1,6 km | O9361140 | « Fiche SANDRE » | Fiche SIEAG | OpenStreetMap |
| Inconnu             | 1,8 km | O9361130 | « Fiche SANDRE » | Fiche SIEAG | OpenStreetMap |
| Inconnu             | 1,3 km | O9361180 | « Fiche SANDRE » | Fiche SIEAG | OpenStreetMap |
| Ruisseau la Cigogne | 4,6 km | O9360550 | « Fiche SANDRE » | Fiche SIEAG | OpenStreetMap |
| Inconnu | 1,1 km | O9361100 | « Fiche SANDRE » | Fiche SIEAG | OpenStreetMap |
| Inconnu | 1,0 km | O9361120 | « Fiche SANDRE » | Fiche SIEAG | OpenStreetMap |
| Inconnu        | 2,1 km | O9361190 | « Fiche SANDRE » | Fiche SIEAG | OpenStreetMap |
| Ruisseau Blanc | 1,0 km | O9361150 | « Fiche SANDRE » | Fiche SIEAG | OpenStreetMap |
| Inconnu        | 3,1 km | O9361170 | « Fiche SANDRE » | Fiche SIEAG | OpenStreetMap |